# Dvorac Hellenbach u Mariji Bistrici
Dvorac Hellenbach nalazi se pokraj Marije Bistrice u Hrvatskom zagorju iznad ceste koja vodi prema Zlatar Bistrici. Zaštićeno je kulturno dobro.

## Opis
Dvorac Hellenbach jedan je od rijetkih dvoraca u kojemu se uspio sačuvati kontinuitet življenja i povijesni ambijent unutrašnjeg uređenja iz 19. stoljeća. Dvorac je sagrađen u klasicističkom stilu 1786. godine, prema dataciji zapisanoj na ukrasnoj štukaturi u unutrašnjosti. Dao ga je sagraditi grof Petar Sermage 1786. godine, a od 1840. je u vlasništvu obitelji Hellenbach.
Na glavnom pročelju, okrenutom prema parku, dominira altana na četiri stupa i trokutastim zabatom. Dvorac ima kvadratni tlocrt sa simetrično raspoređenim prostorijama oko središnjeg svečanog salona koji je bazilikalno osvjetljen prozorima u gornjoj zoni zidova. Unutrašnjost je dekorirana bogatom klasicističkom plastičnom dekoracijom – vijencima, pilastrima, girlandama i amblematskim motivima. Ljepotom se ističe i ulazno predvorje kružnoga oblika.

## Zaštita
Dvorac Hellenbach je pod oznakom Z-2306 zaveden kao nepokretno kulturno dobro - pojedinačno, pravna statusa zaštićena kulturnog dobra, klasificirano kao "profana graditeljska baština".

## Zanimljivosti
U dvorcu Hellenbach sniman je hrvatski film Vila orhideja.